# Havslöpare
För artikeln om insekten, se Havslöpare (insekt)
Havslöpare (Oceanites oceanicus) är en liten havsfågel inom familjen havslöpare (Oceanitidae). Den häckar vid Antarktis och som med sin globala population på 12–30 miljoner individer är en av världens talrikaste havsfåglar.

## Utseende, läte och fältkännetecken
Havslöparen är en liten havsfågel som mäter 16–18,5 cm på längden, har ett vingspann på 38–42 cm, en vikt på 40 gram. och den har en rakt avskuren stjärt. Den har en övervägande jämnmörk fjäderdräkt, förutom en bred vit övergump och ett kort ljust vingband på ovansidan vingen. Könen går inte att skilja på fjäderdräkten. 
Havslöparen är mycket lik stormsvalan men skiljs ifrån denna på den något större storleken, jämnmörk vingundersida med lätt bronsglans, längre ben som sticker ut något bakom stjärten när den flyger, och den något bredare vingen som hålls mindre vinklad och har ett tydligt ljus täckarband på ovansidan. Den är mindre än klykstjärtad stormsvala och havslöparen skiljer sig i övrigt på att den har rakt avskuren stjärt och det vita på övergumpen når mycket längre ned på sidan.
Havslöparen har en mer direkt glidflykt än stormsvalan och glider ofta längre sträckor på plana vingar. Precis som stormsvala och klykstjärtad stormsvala trippar den på vattenytan när den snappar efter föda, men med mer uppåtvinklade vingar. Den observeras mycket sällan från land men följer fartyg precis som stormsvalan. Under häckningsperioden ger den ofta ifrån sig ett pipande läte när den matar sin unge.

## Utbredning
Havslöparen lever sitt liv till största delen pelagiskt och häckar utefter den antarktiska kusten och på närliggande öar som Sydshetlandsöarna. Den häckar även på Kap Horn och Falklandsöarna. Resten av året tillbringar den ute till havs och kan förekomma i alla hav, men undviker Norra ishavet. Under perioden juni till oktober uppträder den på norra halvklotet och majoriteten förekommer då i Nordatlanten. Viktiga övervintringsområden finns i Nordatlanten, vid Persiska viken och norra Indiska oceanen, i vattnen utanför Nordamerikas östkust, Sydamerikas västkust och i ett stort område runt Hawaii. I Nordatlanten observeras den bland annat i Biscayabukten. Eftersom den lever ett helt pelagiskt liv utanför häckningssäsongen, och dess häckningsplatser ligger så avlägset, så är observationer vid land mycket sällsynta. Endast vid kraftfulla stormar pressas individer mot fastlandet.

### Underarter
Numera delas havslöparen vanligtvis in i tre underarter:
- oceanicus/exasparatus-gruppen
  - Oceanites oceanicus oceanicus – häckar på subantarktiska öar från Kap Horn till Kerguelen; flyttar norrut till pelagiska vatten på norra halvklotet
  - Oceanites oceanicus exasperatus  – häckar på Sydshetlandöarna, Sydsandwichöarna och närliggande antarktiska kusten; flyttar även den norrut till pelagiska vatten på norra halvklotet
- Oceanites oceanicus chilensis – utbredningsområdet ofullständigt känt; häckar på Tierra del Fuego och rör sig norrut till Peru

Vissa behandlar chilensis som en del av oceanicus.

## Ekologi
Med sin vikt på bara 40 gram är havslöparen den minsta endoterma varelsen som lever och förökar sig i det kalla antarktiska klimatet. Havslöparen häckar i kolonier nära havet och placera sitt bo i håligheter i klippskrevor, under mossa eller små jordhålor i mjuk jord. Den lägger bara ett vitt ägg per häckningssäsong och ägget ruvas i 38-59 dagar. Ungen tas om hand i ungefär 60 dagar innan den är flygg. Den uppträder bara nattetid vid sin häckningsplats för att undvika predation av trut och labb, och undviker till och med land under klara månbelysta nätter. Som merparten av stormsvalorna är dess förmåga att röra sig på land mycket dålig och den kan bara putta sig en kort bit för att ta sig till sitt bo. Den snappar sin föda från havsytan och den lever främst av planktonliknande kräftdjur, speciellt krill, men även fisk. Under perioderna när den matar sin unge eller ruggar ökar intaget av småfisk.

## Status och hot
Havslöparen är mycket talrik över hela sitt utbredningsområde. 2004 uppskattades den globala populationen bestå av 4–10 miljoner häckande par vilket innebär en total population på 12–30 miljoner individer vilket gör den till en av de talrikaste havsfåglarna i världen.